# Igor Valentyinovics Tkacsenko
Igor Valentyinovics Tkacsenko (oroszul: Игорь Валентинович Ткаченко; Venci-Zarja, 1964. július 16. – Zsukovszkij közelében, 2009. augusztus 16.) katonai pilóta, ezredes, az Orosz Légierő Russzkije Vityazi (Orosz Lovagok) bemutató csoportjának parancsnoka volt. 

## Szakmai karrierje
A Krasznodari területen fekvő Venci-Zarja faluban született. 1985-ben fejezte be a boriszoglebszki,  V. P. Cskalovról elnevezett katonai repülő főiskolát, majd 2000-ben a Gagarinról elnevezett katonai repülő akadémiát. Kezdetben a Cskalov repülő főiskolán szolgált repülő oktatóként, majd 1987-től a Kubinka légibázison dolgozott. Ez idő alatt repült L–29 Delfín, MiG–21, MiG–29, Szu–27 és Szu–35 típusokon. összesen több mint 2300 órát. Külföldi típusok közül repült Mirage 2000 és F–16 típusokon. 
Műrepüléssel 1989 óta foglalkozott. 1993-ban lett tagja a légierő Russzkije Vityazi bemutató csoportjának. Később annak szóló pilótája, majd 2003-tól parancsnoka lett.

## Halála
2009. augusztus 16-án az orosz légierő Russzkije Vityazi és Sztrizsi bemutató csoportjai a MAKSZ 2009 légiszalonra gyakoroltak, amikor a Tkacsenko és Igor Kurilenko vezette Szu–27UB repülőgép összeütközött a kötelék másik gépével, melyet Vitalij Melnyik vezetett. Az ütközést követően mindhárom pilóta katapultált. Tkacsenko ejtőernyője azonban a repülőgéptől lángra kapott, az ejtőernyő kupolája összeomlott. A földbe csapódott pilóta életét vesztette.
Anatolij Szergyukov orosz védelmi miniszter bejelentette, hogy Tkacsenkót posztumusz Bátorságért és hősiességért kitüntetésre terjeszti fel. Dmitrij Medvegyev elnök is részvétét fejezte ki Tkacsenko családjának és barátainak.

## Magánélete
Nős volt. Egy lánya és fia született. Hobbija volt az autózás és az alternatív gyógyászat.